# Boult-sur-Suippe
Boult-sur-Suippe je francouzská obec v departementu Marne v regionu Grand Est. Žije zde přibližně 1 800 obyvatel.

## Geografie
Obec leží na severu departementu Marne u jeho hranic s departementem Ardensko. Přes obec protéká řeka Suippe.

### Sousední obce
| Růžice kompasu | Houdilcourt (Ardensko)   | Sault-Saint-Remy (Ardensko) | Roizy (Ardensko) L'Écaille (Ardensko) | Růžice kompasu |
| Růžice kompasu | Saint-Étienne-sur-Suippe | Sever                       | Bazancourt                            | Růžice kompasu |
| Růžice kompasu | Saint-Étienne-sur-Suippe | Boult-sur-Suippe            | Bazancourt                            | Růžice kompasu |
| Růžice kompasu | Saint-Étienne-sur-Suippe | Jih                         | Bazancourt                            | Růžice kompasu |
| Růžice kompasu | Bourgogne-Fresne         | Pomacle                     |                                       | Růžice kompasu |